# Ruby Princess
Die Ruby Princess ist das zweite Kreuzfahrtschiff der Crown-Klasse der US-amerikanischen Reederei Princess Cruises mit einer Vermessung von 113.561 BRZ.

## Geschichte

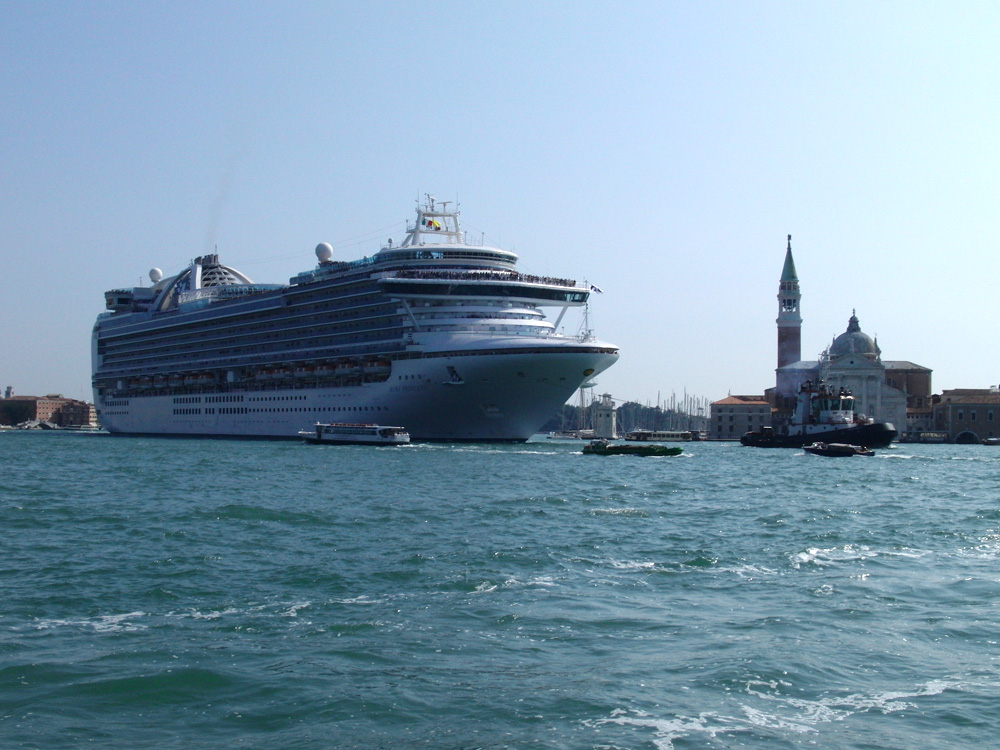
Die Ruby Princess fährt durch den Canale della Giudecca, Venedig

Die Ruby Princess wurde unter der Baunummer 6150 bei Fincantieri in Triest gebaut. Die Ablieferung erfolgte am 23. Oktober 2008 an Carnival Corporation & plc und Princess Cruises. Das Schiff wurde am 6. November 2008 durch  Trista und Ryan Sutter in Fort Lauderdale, Florida, getauft.

## Daten
Die Ruby Princess hat zwei Schwesterschiffe, die Crown Princess und die Emerald Princess. An Bord ist auf 19 Decks Platz für eine Besatzung von 1.200 Personen und bis zu 3.080 Passagiere.

## Fahrtgebiete
Die Ruby Princess fährt weltweit unterschiedliche Zielgebiete an. In den Jahren 2017 und 2018 wurde sie entlang der westamerikanischen Pazifikküste eingesetzt, Ziele waren unter anderem Mexiko, Kalifornien und Alaska.

## SARS-CoV-2 an Bord
Der Besuch der Ruby Princess von Napier in Neuseeland am 15. März 2020 verursachte dort SARS-CoV-2-Fälle. Bis zum 3. April 2020 wurde bestätigt, dass eine Reihe von Fällen in Verbindung mit dem Schiff stehen.
Am 19. März 2020 dockte die Ruby Princess mit 1.100 Besatzungsmitgliedern und 2.700 Passagieren nach einer Kreuzfahrt nach Neuseeland am Übersee-Passagierterminal in Sydney an. Das Kreuzfahrtschiff war gezwungen, vorzeitig nach Sydney zurückzukehren, nachdem einige Passagiere über Atembeschwerden berichtet hatten. Bei der Ausschiffung wurden die Passagiere nicht informiert, dass jemand an Bord während der Reise irgendwelche COVID-19-Symptome zeigte. Am 20. März wurde bekannt gegeben, dass drei Passagiere und ein Besatzungsmitglied der Ruby Princess positiv auf das Virus getestet worden waren. Die Gesundheitsbehörden von Neusüdwales forderten alle Passagiere auf, sich in Selbstisolierung zu begeben. Am 24. März starb eine Person, die Passagier auf der Kreuzfahrt vom 8. bis 19. März an Bord der Ruby Princess war, nach einer Coronavirus-Diagnose. Bis zum 4. April stieg die Gesamtzahl der Fälle auf 662. Die Gesamtzahl der Todesfälle erhöhte sich auf 13. Es wurden 11 Fälle von sekundärer Übertragung durch auf dem Schiff infizierte Personen gemeldet, die zu keinem Todesfall führten.
Das Schiff wurde am 6. April 2020 nach Port Kembla verlegt. Noch am 8. April 2020 war die Schiffsbesatzung von etwa 1.000 Personen an Bord, von denen 200 grippeähnliche Symptome aufwiesen; 18 waren positiv auf SARS-CoV-2 getestet worden. Die Polizei von New South Wales führte eine strafrechtliche Untersuchung durch, um festzustellen, warum das Schiff ohne Quarantäne anlegen und die Passagiere von Bord gehen durften.
2022 kam es zu erneuten SARS-CoV-2-Ausbrüchen an Bord. Nach einer Kreuzfahrt nach Mexiko wurde ein Viertel der Passagiere getestet, bevor die Ruby Princess in San Francisco am 6. Januar 2022 einlief; zwölf Passagiere testeten positiv. Am 27. März legte das Schiff von einer fünfzehntägigen Kreuzfahrt zurückkommend mit Coronainfizierten in San Francisco an. Mindestens siebzig Personen waren positiv getestet worden. Im April 2022 legte die Ruby Princess am 11. April 2022 aus Hawaii kommend in San Francisco an. An Bord war es bei dieser Kreuzfahrt zu 143 SARS-CoV-2-Infektionen gekommen.